# 劉佐 (正德甲戌進士)
劉佐（？—？），字時命，號前溪，江西吉安府安福县人，民籍，明朝政治人物。

## 生平
弘治十四年（1501年）江西鄉試第五十五名舉人。正德九年（1514年）中式甲戌科第三甲第一百八十五名進士。授衢州府龙游县知县，擢刑部主事，历升郎中，嘉靖十四年（1535年）出为湖州府知府，十七年四月升四川按察司副使，晋浙江布政使司左参政，二十四年（1545年）正月升雲南按察使，遷本省右布政使，二十六年正月考察以贪酷罢黜。